# ¡Tré!
¡Tré! je jedenácté studiové album americké skupiny Green Day. Album vyšlo 7. prosince 2012 u Reprise Records jako poslední část trilogie alb ¡Uno!, ¡Dos! a ¡Tré!. Původně bylo vydání alba naplánováno na 14. ledna 2013, ale kvůli zpěvákově odvykací kúře bylo vydání přesunuto. Album si produkovala skupina Green Day za pomoci Roba Cavalla.
Název alba souzní se jménem bubeníka, který v době vydání alba slavil 40. narozeniny. Píseň The Forgotten se objevila ve filmu Twilight sága: Rozbřesk - 2. část.

## Seznam skladeb
| Pořadí         | Název                  | Délka |
| -------------- | ---------------------- | ----- |
| 1.             | Brutal Love            | 4:54  |
| 2.             | Missing You            | 3:43  |
| 3.             | 8th Avenue Serenade    | 2:36  |
| 4.             | Drama Queen            | 3:07  |
| 5.             | X-Kid                  | 3:41  |
| 6.             | Sex, Drugs & Violence  | 3:31  |
| 7.             | Little Boy Named Train | 3:37  |
| 8.             | Amanda                 | 2:28  |
| 9.             | Walk Away              | 3:45  |
| 10.            | Dirty Rotten Bastards  | 6:26  |
| 11.            | 99 Revolutions         | 3:49  |
| 12.            | The Forgotten          | 4:58  |
| Celková délka: | Celková délka:         | 46:35 |

## Obsazení
Green Day
- Billie Joe Armstrong – zpěv, kytara, piano
- Mike Dirnt – baskytara, doprovodný zpěv
- Tré Cool – bicí, perkuse
- Jason White - kytara, doprovodný zpěv

Ostatní hudebníci
- Tom Kitt – aranže smyčců

Technická podpora
- Green Day – producenti
- Rob Cavallo – producent
- Chris Dugan – zvukový inženýr
- Chris Lord-Alge – mixing
- Ted Jensen – mastering
- Chris Bilheimer – obal